# Dinmujamed Kunáyev
Dinmujamed Ajmédovich "Dimash" Kunáyev (en kazajo: Дінмұхаммед "Димаш" Ахметұлы Қонаев, Dіnmuhammed "Dımash" Ahmetuly Qonaev; en ruso: Динмухамед Ахмедович Кунаев, Dinmujamed Ajmédovich Kunáyev; Verni, Imperio ruso, 12 de enero de 1912-Alma Ata, Kazajistán, 22 de agosto de 1993) fue un político comunista soviético.

## Primeros años
Nació en Verni (actual Alma Ata) en 1912. Creció en una familia de ingresos medios, su padre era un secretario que trabajó en empresas agrícolas y comerciales, su madre era ama de casa. En 1936 se graduó en el Instituto de Metalurgia No Ferrosa y Fina de Moscú, lo que le habilitó para convertirse en operador de maquinaria. Tres años después, ya era ingeniero en jefe de la mina Pribaljashatroi, ese mismo año se unió al Partido Comunista de la Unión Soviética.

## Carrera política

#### Ascenso al poder
Fue presidente del Consejo de Ministros de la RSS de Kazajistán desde 1942 hasta 1952. Su ascenso de rango en el Partido Comunista estuvo estrechamente ligado a su amistad con Leonid Brézhnev. Este último reemplazó a Panteleimón Ponomarenko como primer secretario del Partido Comunista de la República Socialista Soviética de Kazajistán en 1955, hasta que dejó Kazajistán en 1956. Kunáyev ocuparía el puesto en 1960.
Era un seguidor fervoroso de la campaña de las Tierras Vírgenes, que otorgó millones de hectáreas de tierras en el centro de Kazajistán al desarrollo agrícola y causó una gran migración de rusos a la zona.

#### Primera destitución (Jrushchov)
En 1962 fue destituido de su cargo porque estaba en desacuerdo con los planes de Jrushchov de incorporar algunas tierras del sur de Kazajistán a Uzbekistán, siendo reemplazado por Ismaíl Yusúpov, quien apoyaba el plan.

#### Regreso al poder
Recuperó su cargo en 1964, cuando Jrushchov fue expulsado y reemplazado por su amigo Brézhnev. Mantuvo el cargo por veintidós años más. Fue un miembro alterno del Politburó desde 1967, y miembro completo de 1971 a 1987. En ese período fue premiado con la medalla del Héroe del Trabajo Socialista en tres ocasiones. Durante su gobierno muchos kazajos ocuparon posiciones prominentes en la burocracia, la economía y las instituciones educativas de la Unión Soviética.

#### Segunda destitución (Gorbachov)
Siendo leal a Brézhnev, fue expulsado de su cargo por Mijaíl Gorbachov.  El 16 de diciembre de 1986 el Politburó lo reemplazó por Guennadi Kolbin, un ruso que nunca había vivido en Kazajistán. Esto provocó disturbios en Alma Ata ( véase Jeltoqsan), los cuales eran señales de las luchas étnicas durante el gobierno de Gorbachov.

## Muerte
Pasó los últimos años de su vida realizando obras de caridad, creando la Fundación Dinmujamed Kunáyev, la cual tenía como uno de sus propósitos apoyar la reforma política en Kazajistán. Falleció en la capital kazaja, a los 81 años.

## Reconocimientos
Un instituto y una calle en Almaty han sido denominadas con su nombre.

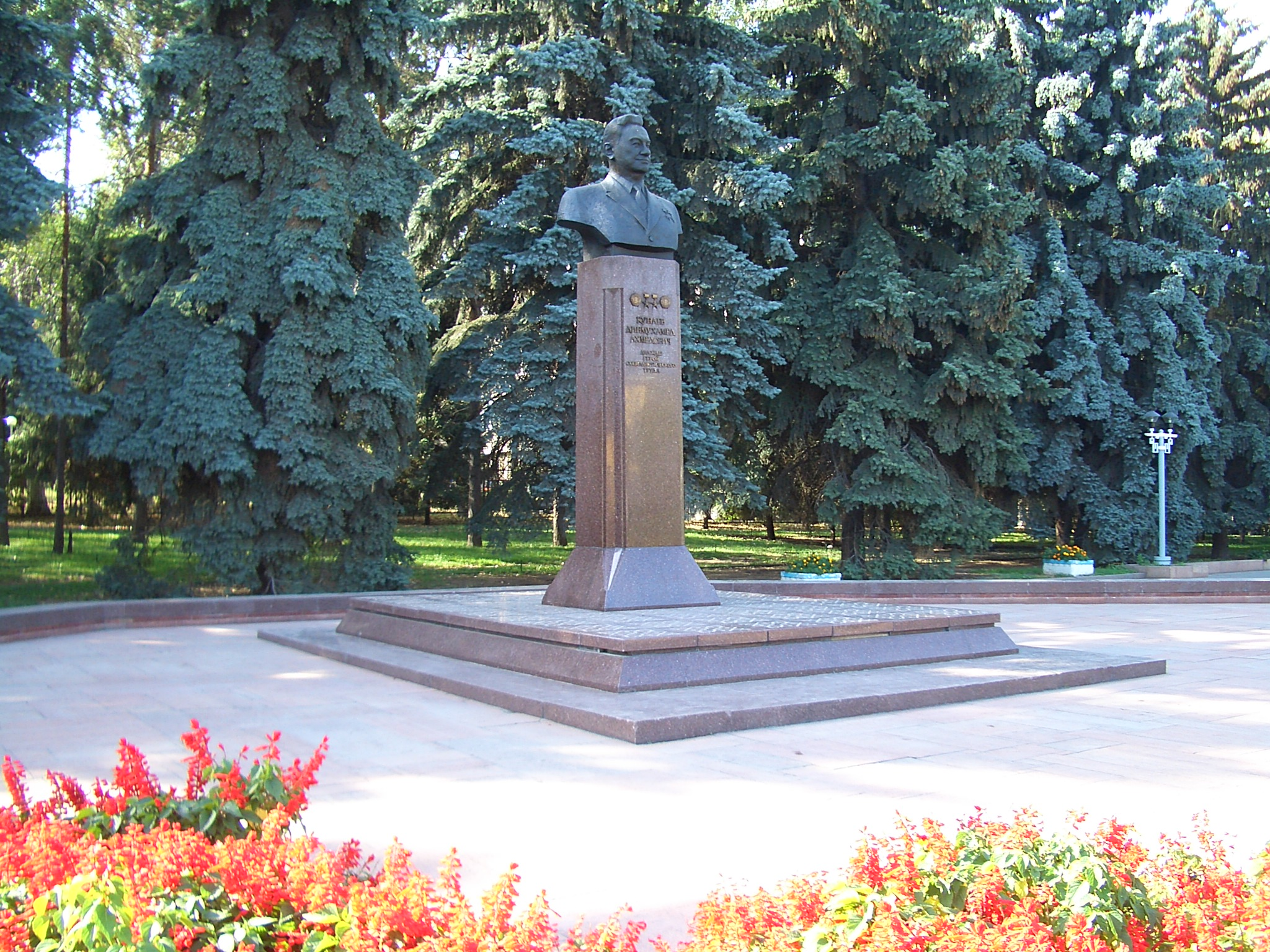
Monumento a Kunáyev en Alma Ata